# Sherrie Silver
Sherrie Silver (geb. 27. Juli 1994 im Huye-District Ruanda) ist eine ruandisch-britische Tänzerin, Choreographin und Schauspielerin. Sie ist Goodwill-Botschafterin für den Internationalen Fonds für landwirtschaftliche Entwicklung (IFAD) der Vereinten Nationen (UN).

## Herkunft und Ausbildung
Sherrie Silver wurde 1994 im südwest-ruandischen Huye-District geboren. Ihr Vater starb einen Monat vor ihrer Geburt. Ihre Mutter Apostle Florence Silver wanderte 1999 mit Sherrie nach Großbritannien aus.
An der University of Essex absolvierte Sherrie später ein Studium in Business-Marketing.

## Karriere
Schon als Teenager und auch während ihres Studiums nahm Sherrie Silver Tanz-Videos mit ihrem Smartphone auf und lud sie auf ihren YouTube-Channel hoch, was sich als gute Plattform für ihre Tanzkarriere erwies. Sie hat auf Youtube aktuell 610.000 Follower (Stand Dezember 2022). Sie nennt ihren Tanzstil Afro-Dance, er integriert Einflüsse des gesamten afrikanischen Kontinents, wie Gwara Gwara aus Südafrika, Shaku Shaku aus Nigeria, Alkayida und Azonto aus Ghana und viele „andere Moves, die keinen Namen haben“. Sie sieht sich auf einer „Mission, der Welt afrikanische Kultur durch die Kunst des Tanzes nahe zu bringen.“
2010 trat sie in dem erfolgreichen Film „Africa United“ auf, in dem drei ruandische Jugendliche sich auf den Weg zur Eröffnung der Fußball-Weltmeisterschaft nach Südafrika machen und dabei viele Herausforderungen zu meistern haben.
Schlagartig weltweit bekannt wurde sie 2018 durch die Choreographie für das Musikvideo This Is America mit Donald Glover alias Childish Gambino unter der Regie von Hiro Murai, das von den USA als großartigem Land erzählt, das aber auch die Schattenseiten wie Schusswaffengewalt, Rassismus und Drogenmissbrauch thematisiert. Silver selbst tritt in dem Video tanzend als Mädchen in Schuluniform auf. Die afrikanischen Dance-Moves sorgten mit dafür, dass das Video sich viral verbreitete. Es hat heute auf Youtube über 862 Mio. Abrufe (Stand Dezember 2022).
Sie veranstaltet international Workshops für Afro-Dance, entwirft Choreographien für Liveauftritte und Musikvideos einer Vielzahl von Künstlern (Beyonce, Rihanna, Letitia Wright, Rita Ora, Lady Gaga, Cardi B, Nicki Minaj, Gigi Hadid, Bella Hadid, One Republic, Giusy Ferreri, Wizkid, Harry Styles, Burna Boy, Fuse ODG, Sean Paul), entwickelt die Moves für Figuren in Animationsfilmen (¡CANTA 2!, The Minions) und ist auch für große Firmen im Werbebereich tätig (Apple, Google, Nike, Vodafone, Victoria’s Secret).

## Ehrenamtliche Tätigkeit
Silver ist Gründerin und Leiterin der NGO Children of destiny, die sich um obdachlose und benachteiligte Kinder kümmert mit dem Motto englisch A tough start makes the race more meaningful ‚Ein schwieriger Start macht das Rennen umso bedeutender‘. Anlass für die Gründung der Organisation war die große Zahl von Kindern in Tansania, die durch AIDS zu Waisen wurden und immer noch werden.
Seit 2019 ist Silver Goodwill-Botschafterin (UN IFAD Advocate) des Landwirtschaftsentwicklungswerks der Vereinten Nationen, mit der Aufgabe, junge Menschen auch in landwirtschaftlich geprägten Gegenden der Welt zu erreichen und ihnen eine Teilhabe bei der Erreichung der Nachhaltigkeitsziele der UN zu ermöglichen.
Am 12. Dezember 2022 trat sie gemeinsam mit anderen UN-Goodwill-Botschaftern, den Fußballern Didier Drogba (Elfenbeinküste) und Alisson Becker (Brasilien), auf einer Veranstaltung der UN zum Universal Health Coverage Day anlässlich der Halbfinals der Fußball-Weltmeisterschaft 2022 in Doha (Katar) auf.

## Ehrungen
- 2018 MTV Video Music Awards/Best Choreography
- 2013 BEFFTA Award for best Dance Group für ihre Formation The Unique Silver Dancers[2]
- 2011 Screen Nation Awards 2011 for Female Performance in Film[10]

## Privates
Sherrie Silver tritt gelegentlich mit der Nigerianerin Halima Akangbe als angeblicher Zwillingsschwester auf, die beiden sind jedoch nicht verwandt. Sie hatten sich in Dubai kennen gelernt, stellten eine große äußerliche Ähnlichkeit fest und es entwickelte sich ein freundschaftliches Verhältnis.

## Filme
- 2019 Guava Island
- 2014 The secret Princess
- 2010 Africa United released